# 슈퍼볼 XLVI

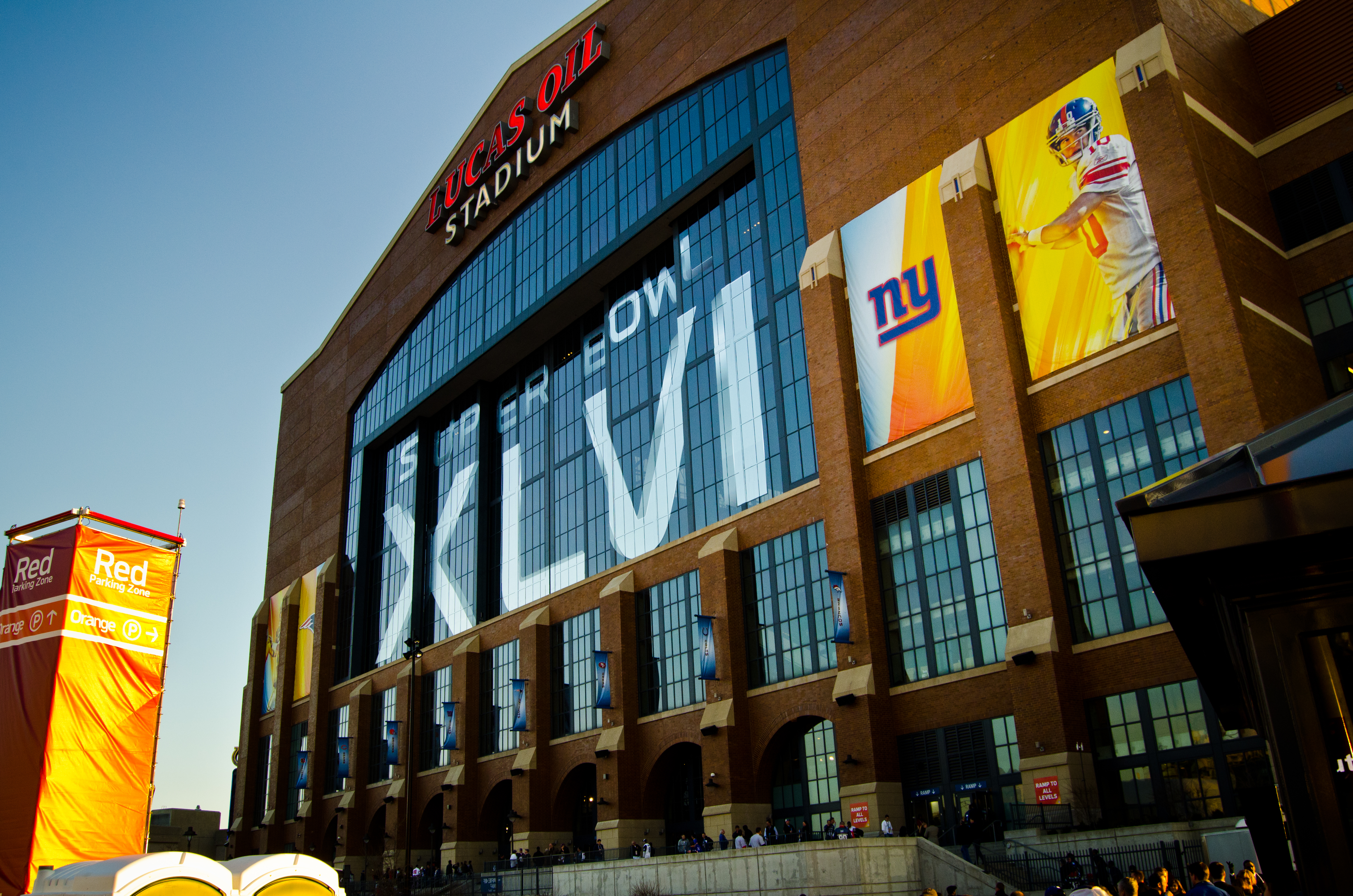

슈퍼볼 XLVI는 인디애나폴리스의 루카스오일 스타디움에서 열린 46번째 슈퍼볼 경기이다. 뉴욕 자이언츠가 뉴잉글랜드 패트리어츠를 막판 일라이 매닝의 활약으로 이겼다.